# Patrice Estanguet
Patrice Estanguet (ur. 19 kwietnia 1973 w Pau) – francuski kajakarz górski. Brązowy medalista olimpijski z Atlanty.
Zawody w 1996 były jego jedynymi igrzyskami olimpijskimi. W Atlancie zajął trzecie miejsce w rywalizacji kanadyjkarzy w jedynce. Zdobył cztery medale mistrzostw świata: brąz indywidualnie w 2002 oraz srebro (1997 i 2003) i brąz (1993) w drużynie kanadyjkarzy. W 1996 i 1997 wygrywał klasyfikację generalną Pucharu Świata w C-1. Trzykrotnym złotym medalistą igrzysk olimpijskich w tej samej konkurencji (C-1) był jego młodszy brat Tony.